# Белоруска кухиња
Белоруска кухиња (блр. Беларуская кухня) темељи се на поврћу и житарицама и другој храни типичној за ову регију, као што су: кромпир, репа, шумски плодови (гљиве, шумско бобичасто воће), раж и јечам, уз свињетину, телетину, пилетину, слатководне рибе (као што су: пастрмка, смуђ и шаран) затим млеко и млечних производа (тврди или свежи сир, павлака и кисела павлака).
Кромпир заузима посебно место, јер је основа многих јела белоруске кухиње.
Јело, које се понекад сматра националним јелом Белорусије су „драники“, палачинке од кромпира (грубо нарендан кромпир, помешан с брашном и јајима, пржен, понекад с надевима). Друга јела, која се темеље на кромпиру: су разне врсте пецива, обично пуњена и пржена или кромпир на лешо затим „бабка“ - пита од пире кромпира, јаја, лука и сланине, обично се пече у пећници. 
Месо се обично једе с прилогом од поврћа као што су: кромпир, шаргарепа, купус, цвекла, келераба, грашак и други. Такође је карактеристично, да се многа јела од поврћа и месна јела припремају на традиционалан начин у глиненим посудама. 
Пуно се једу супе, а најпопуларније су: „боршч“, „шчи“ и „халадник“.
Осим кромпира, пуно се користе житарице. Најчешће се једе ражани хлеб. Од салата једу се: салата од купуса, салата од цвекле, салата од парадајза, краставца и радича.
Популарне су палачинке „блини“ једноставног су састава или мешане с кромпирима, јабукама или сиром. Од тестенине једу се „калдуни“, сродни руским „пељменима“. „Зацирка“ је врста тестенине типична за ову земљу и једе се с додатком млека или посољене сланине. 
Белоруска кухиња има многа јела, као и неки суседни народи као што су: Пољаци („бигос“, супа „крупник“), Руси („боршч“, „блини“) и Литванци („вареники“).
Популарна пића су: вотка, квас, пиво, вино и компот.

## Галерија белоруских јела
- Насечена шунка
- Хлеб с изложбе
- „Книш“ (кромпир, месо, кисели купус, каша, сир и лук)
- Продаја сланине на пијаци